# Drassodes katunensis
Drassodes katunensis är en spindelart som beskrevs av Marusik, Hippa och Koponen 1996. Drassodes katunensis ingår i släktet Drassodes och familjen plattbuksspindlar. Inga underarter finns listade i Catalogue of Life.